# 哥倫比亞縣 (威斯康辛州)
哥倫比亞縣（英語：Columbia County）是位於美國威斯康辛州中南部的一個縣，成立於1854年。面積2,061平方公里。根據美國2000年人口普查，共有人口52,468。縣治波蒂奇。